# Kanada na Zimowych Igrzyskach Olimpijskich 2014
Kanada na Zimowych Igrzyskach Olimpijskich 2014 – kadra sportowców reprezentujących Kanadę na igrzyskach w 2014 roku w Soczi. Kadra liczyła 220 sportowców. Zdobyli oni 25 medali: 10 złotych, 10 srebrnych i 5 brązowych, zajmując 3. miejsce w klasyfikacji medalowej.
| Medale według dni | Medale według dni | Medale według dni | Medale według dni | Medale według dni | Medale według dni | Medale według dni |
| ----------------- | ----------------- | ----------------- | ----------------- | ----------------- | ----------------- | ----------------- |
| Dzień             | Data              | złoto             | srebro            | brąz              | Razem             |                   |
| Dzień 1           | 08.02             | 1                 | 1                 | 1                 | 3                 |                   |
| Dzień 2           | 09.02             | -                 | 1                 | -                 | 1                 |                   |
| Dzień 3           | 10.02             | 2                 | 1                 | -                 | 3                 |                   |
| Dzień 4           | 11.02             | 1                 | -                 | 1                 | 2                 |                   |
| Dzień 5           | 12.02             | -                 | 1                 | -                 | 1                 |                   |
| Dzień 6           | 13.02             | -                 | -                 | -                 | -                 |                   |
| Dzień 7           | 14.02             | -                 | 1                 | -                 | 1                 |                   |
| Dzień 8           | 15.02             | -                 | -                 | 1                 | 1                 |                   |
| Dzień 9           | 16.02             | -                 | 1                 | 1                 | 2                 |                   |
| Dzień 10          | 17.02             | -                 | 1                 | -                 | 1                 |                   |
| Dzień 11          | 18.02             | -                 | 2                 | -                 | 2                 |                   |
| Dzień 12          | 19.02             | 1                 | -                 | -                 | 1                 |                   |
| Dzień 13          | 20.02             | 2                 | -                 | -                 | 2                 |                   |
| Dzień 14          | 21.02             | 2                 | 1                 | 1                 | 4                 |                   |
| Dzień 15          | 22.02             | -                 | -                 | -                 | -                 |                   |
| Dzień 16          | 23.02             | 1                 | -                 | -                 | 1                 |                   |

## Zdobyte medale
| Medal  | Zawodnik | Dyscyplina            | Konkurencja               | Rezultat                                       | Data      |
| ------ | --- | --------------------- | ------------------------- | ---------------------------------------------- | --------- |
| Złoto  | Justine Dufour-Lapointe | Narciarstwo dowolne   | Jazda po muldach kobiet   | 22.44 pkt.                                     | 8 lutego  |
| Złoto  | Alexandre Bilodeau | Narciarstwo dowolne   | Jazda po muldach mężczyzn | 26.31 pkt.                                     | 10 lutego |
| Złoto  | Charles Hamelin | Short track           | 1500 m mężczyzn           | 2:14.985 min.                                  | 10 lutego |
| Złoto  | Dara Howell | Narciarstwo dowolne   | Slopestyle kobiet         | 94.20 pkt.                                     | 11 lutego |
| Złoto  | Kaillie Humphries Heather Moyse | Bobsleje              | Dwójki kobiet             | 3:50.61 min.                                   | 19 lutego |
| Złoto  | Jennifer Jones Kaitlyn Lawes Jill Officer Dawn McEwen Kirsten Wall                                                                   | Curling               | Turniej kobiet            | Wygrana w finale ze Szwecją 6:3.               | 20 lutego |
| Złoto  | Reprezentacja Kanady w hokeju na lodzie kobiet                                                                                       | Hokej na lodzie       | Turniej kobiet            | Wygrana w finale ze Stanami Zjednoczonymi 3:2. | 20 lutego |
| Złoto  | Marielle Thompson | Narciarstwo dowolne   | Skicross kobiet           |                                                | 21 lutego |
| Złoto  | Brad Jacobs Ryan Fry E.J. Harnden Ryan Harnden Caleb Flaxey                                                                          | Curling               | Turniej mężczyzn          | Wygrana w finale z Wielką Brytanią 9:3.        | 21 lutego |
| Złoto  | Reprezentacja Kanady w hokeju na lodzie mężczyzn                                                                                     | Hokej na lodzie       | Turniej mężczyzn          | Wygrana w finale ze Szwecją 3:0.               | 23 lutego |
| Srebro | Chloé Dufour-Lapointe | Narciarstwo dowolne   | Jazda po muldach kobiet   | 21.66 pkt.                                     | 8 lutego  |
| Srebro | Patrick Chan Meagan Duhamel Scott Moir Kirsten Moore-Towers Dylan Moscovitch Kaetlyn Osmond Eric Radford Kevin Reynolds Tessa Virtue | Łyżwiarstwo figurowe  | Zawody drużynowe          | 65.00 pkt.                                     | 9 lutego  |
| Srebro | Mikaël Kingsbury | Narciarstwo dowolne   | Jazda po muldach mężczyzn | 24.71 pkt.                                     | 10 lutego |
| Srebro | Denny Morrison | Łyżwiarstwo szybkie   | 1000 m mężczyzn           | 1:08.43                                        | 12 lutego |
| Srebro | Patrick Chan | Łyżwiarstwo figurowe  | Soliści                   | 275.62 pkt.                                    | 14 lutego |
| Srebro | Dominique Maltais | Snowboarding          | Snowboard cross kobiet    |                                                | 16 lutego |
| Srebro | Tessa Virtue Scott Moir | Łyżwiarstwo figurowe  | Pary taneczne             | 190.99 pkt.                                    | 17 lutego |
| Srebro | Mike Riddle | Narciarstwo dowolne   | Halfpipe mężczyzn         | 90.60 pkt.                                     | 18 lutego |
| Srebro | Marie-Ève Drolet Jessica Hewitt Valérie Maltais Marianne St-Gelais                                                                   | Short track           | Sztafeta kobiet           | 4:10.641                                       | 18 lutego |
| Srebro | Kelsey Serwa | Narciarstwo dowolne   | Skicross kobiet           |                                                | 21 lutego |
| Brąz   | Mark McMorris | Snowboarding          | Slopestyle mężczyzn       | 88.75 pkt.                                     | 8 lutego  |
| Brąz   | Kim Lamarre | Narciarstwo dowolne   | Slopestyle kobiet         | 85.00 pkt.                                     | 11 lutego |
| Brąz   | Denny Morrison | Łyżwiarstwo szybkie   | 1500 m mężczyzn           | 1:45.22 min.                                   | 15 lutego |
| Brąz   | Jan Hudec | Narciarstwo alpejskie | Supergigant mężczyzn      | 1:18.67 min.                                   | 16 lutego |
| Brąz   | Charle Cournoyer | Short track           | 500 m mężczyzn            | 41.617 sek.                                    | 21 lutego |

## Skład reprezentacji

### Biathlon

#### Kobiety
- Rosanna Crawford
- Megan Imrie
- Zina Kocher
- Megan Heinicke

| Konkurencja       | Zawodnik         | Czas      | Miejsce |
| ----------------- | ---------------- | --------- | ------- |
| Sprint            | Rosanna Crawford | 22:10,8   | 25.     |
| Sprint            | Megan Imrie      | 22:19,5   | 31.     |
| Sprint            | Zina Kocher      | 22:25,5   | 32.     |
| Sprint            | Megan Heinicke   | 23:34,5   | 59.     |
| Bieg pościgowy    | Rosanna Crawford | 34:15,6   | 45.     |
| Bieg pościgowy    | Megan Imrie      | 32:22,7   | 28.     |
| Bieg pościgowy    | Zina Kocher      | 32:15,1   | 25.     |
| Bieg pościgowy    | Megan Heinicke   | DNF       | DNF     |
| Bieg indywidualny | Rosanna Crawford | 53:29,8   | 67.     |
| Bieg indywidualny | Megan Imrie      | 48:32,7   | 30.     |
| Bieg indywidualny | Zina Kocher      | 53:00,7   | 63.     |
| Bieg indywidualny | Megan Heinicke   | 50:26,8   | 51.     |
| Bieg masowy       | Rosanna Crawford | -         | -       |
| Bieg masowy       | Megan Imrie      | 38:59,0   | 28.     |
| Bieg masowy       | Zina Kocher      | -         | -       |
| Bieg masowy       | Megan Heinicke   | -         | -       |
| Sztafeta          | Rosanna Crawford | 1:12:21,5 | 8.      |
| Sztafeta          | Megan Imrie      | 1:12:21,5 | 8.      |
| Sztafeta          | Zina Kocher      | 1:12:21,5 | 8.      |
| Sztafeta          | Megan Heinicke   | 1:12:21,5 | 8.      |

#### Mężczyźni
- Jean-Philippe Leguellec
- Scott Perras
- Brendan Green
- Nathan Smith

| Konkurencja       | Zawodnik                | Czas      | Strzelanie | Miejsce |
| ----------------- | ----------------------- | --------- | ---------- | ------- |
| Sprint            | Jean-Philippe Leguellec | 24:43,2   | 0+0        | 5.      |
| Sprint            | Scott Perras            | 27:32,1   | 2+1        | 74.     |
| Sprint            | Brendan Green           | 25:31,7   | 1+0        | 23.     |
| Sprint            | Nathan Smith            | 25:09,7   | 0+0        | 13.     |
| Bieg pościgowy    | Jean-Philippe Leguellec | 35:45,3   | 0+0+2+1    | 26.     |
| Bieg pościgowy    | Scott Perras            | -         | -          | -       |
| Bieg pościgowy    | Brendan Green           | 36:21,2   | 2+1+1+0    | 35.     |
| Bieg pościgowy    | Nathan Smith            | 34:37,7   | 0+0+1+0    | 11.     |
| Bieg indywidualny | Jean-Philippe Leguellec | 53:25,5   | 0+1+0+1    | 35.     |
| Bieg indywidualny | Scott Perras            | 56:04,3   | 0+3+1+0    | 59.     |
| Bieg indywidualny | Brendan Green           | 52:05,3   | 0+1+1+0    | 21.     |
| Bieg indywidualny | Nathan Smith            | 52:41,3   | 0+2+0+1    | 25.     |
| Bieg masowy       | Jean-Philippe Leguellec | 43:41,6   | 0+0+0+1    | 10.     |
| Bieg masowy       | Scott Perras            | -         | -          | -       |
| Bieg masowy       | Brendan Green           | 43:38,3   | 1+1+0+0    | 9.      |
| Bieg masowy       | Nathan Smith            | DNF       | DNF        | DNF     |
| Sztafeta          | Jean-Philippe Leguellec | 1:13:46,2 | 1+10       | 7.      |
| Sztafeta          | Scott Perras            | 1:13:46,2 | 1+10       | 7.      |
| Sztafeta          | Brendan Green           | 1:13:46,2 | 1+10       | 7.      |
| Sztafeta          | Nathan Smith            | 1:13:46,2 | 1+10       | 7.      |

| Konkurencja       | Zawodnik         | Czas      | Strzelanie | Miejsce |
| ----------------- | ---------------- | --------- | ---------- | ------- |
| Sztafeta mieszana | Megan Imrie      | 1:13:27,7 | 0+8        | 12.     |
| Sztafeta mieszana | Rosanna Crawford | 1:13:27,7 | 0+8        | 12.     |
| Sztafeta mieszana | Brendan Green    | 1:13:27,7 | 0+8        | 12.     |
| Sztafeta mieszana | Scott Perras     | 1:13:27,7 | 0+8        | 12.     |

### Biegi narciarskie

#### Kobiety
- Amanda Ammar
- Chandra Crawford
- Daria Gaiazova
- Perianne Jones
- Emily Nishikawa
- Brittany Webster
- Heidi Widmer

| Konkurencja                         | Zawodniczka                                                    | Kwalifikacje | Kwalifikacje | Ćwierćfinały | Ćwierćfinały | Półfinały | Półfinały | Finały    | Finały  |
| Konkurencja                         | Zawodniczka                                                    | Czas         | Miejsce      | Czas         | Miejsce      | Czas      | Miejsce   | Czas      | Miejsce |
| ----------------------------------- | -------------------------------------------------------------- | ------------ | ------------ | ------------ | ------------ | --------- | --------- | --------- | ------- |
| Bieg łączony                        | Amanda Ammar                                                   | —            | —            | —            | —            | —         | —         | 44:24.3   | 55.     |
| Bieg łączony                        | Emily Nishikawa                                                | —            | —            | —            | —            | —         | —         | 42:04.7   | 42.     |
| Bieg łączony                        | Brittany Webster                                               | —            | —            | —            | —            | —         | —         | 43:25.6   | 51.     |
| Bieg indywidualny stylem klasycznym | Amanda Ammar                                                   | —            | —            | —            | —            | —         | —         | 32:58.8   | 55.     |
| Bieg indywidualny stylem klasycznym | Daria Gaiazova                                                 | —            | —            | —            | —            | —         | —         | 31:47.0   | 44.     |
| Bieg indywidualny stylem klasycznym | Brittany Webster                                               | —            | —            | —            | —            | —         | —         | 31:41.0   | 42.     |
| Bieg indywidualny stylem klasycznym | Heidi Widmer                                                   | —            | —            | —            | —            | —         | —         | 33:01.9   | 57.     |
| Bieg masowy stylem dowolnym         | Amanda Ammar                                                   | —            | —            | —            | —            | —         | —         | 1:22:03.7 | 49.     |
| Bieg masowy stylem dowolnym         | Emily Nishikawa                                                | —            | —            | —            | —            | —         | —         | 1:21:38.6 | 47.     |
| Bieg masowy stylem dowolnym         | Brittany Webster                                               | —            | —            | —            | —            | —         | —         | 1:21:05.5 | 46.     |
| Bieg masowy stylem dowolnym         | Heidi Widmer                                                   | —            | —            | —            | —            | —         | —         | 1:24:11.5 | 52.     |
| Sztafeta                            | Daria Gaiazova Perianne Jones Emily Nishikawa Brittany Webster | —            | —            | —            | —            | —         | —         | 59:13.6   | 14.     |
| Sprint stylem dowolnym              | Chandra Crawford                                               | 2:43.59      | 44.          | NQ           | NQ           | NQ        | NQ        | NQ        | NQ      |
| Sprint stylem dowolnym              | Daria Gaiazova                                                 | 2:40.04      | 27.          | 2:40.45      | 5.           | NQ        | NQ        | NQ        | NQ      |
| Sprint stylem dowolnym              | Perianne Jones                                                 | 2:38.63      | 23.          | 2:38.66      | 5.           | NQ        | NQ        | NQ        | NQ      |
| Sprint stylem dowolnym              | Heidi Widmer                                                   | 2:43.36      | 43.          | NQ           | NQ           | NQ        | NQ        | NQ        | NQ      |
| Sprint drużynowy stylem klasycznym  | Daria Gaiazova Perianne Jones                                  | —            | —            | —            | —            | 17:09.13  | 5.        | NQ        | NQ      |

#### Mężczyźni
- Ivan Babikov
- Jesse Cockney
- Alex Harvey
- Devon Kershaw
- Graeme Killick
- Len Väljas

| Konkurencja                         | Zawodnik                                             | Kwalifikacje | Kwalifikacje | Ćwierćfinały | Ćwierćfinały | Półfinały | Półfinały | Finały    | Finały  |
| Konkurencja                         | Zawodnik                                             | Czas         | Miejsce      | Czas         | Miejsce      | Czas      | Miejsce   | Czas      | Miejsce |
| ----------------------------------- | ---------------------------------------------------- | ------------ | ------------ | ------------ | ------------ | --------- | --------- | --------- | ------- |
| Bieg łączony                        | Ivan Babikov                                         | —            | —            | —            | —            | —         | —         | 1:10:14.6 | 25.     |
| Bieg łączony                        | Alex Harvey                                          | —            | —            | —            | —            | —         | —         | 1:10:00.2 | 18.     |
| Bieg łączony                        | Graeme Killick                                       | —            | —            | —            | —            | —         | —         | 1:13:16.1 | 45.     |
| Bieg indywidualny stylem klasycznym | Ivan Babikov                                         | —            | —            | —            | —            | —         | —         | 41:49.2   | 39.     |
| Bieg indywidualny stylem klasycznym | Alex Harvey                                          | —            | —            | —            | —            | —         | —         | DNF       | DNF     |
| Bieg indywidualny stylem klasycznym | Devon Kershaw                                        | —            | —            | —            | —            | —         | —         | 41:17.1   | 35.     |
| Bieg indywidualny stylem klasycznym | Graeme Killick                                       | —            | —            | —            | —            | —         | —         | 44:04.8   | 65.     |
| Bieg masowy stylem dowolnym         | Ivan Babikov                                         | —            | —            | —            | —            | —         | —         | 1:47:41.8 | 20.     |
| Bieg masowy stylem dowolnym         | Jesse Cockney                                        | —            | —            | —            | —            | —         | —         | 1:59:16.6 | 56.     |
| Bieg masowy stylem dowolnym         | Alex Harvey                                          | —            | —            | —            | —            | —         | —         | 1:47:40.9 | 19.     |
| Bieg masowy stylem dowolnym         | Graeme Killick                                       | —            | —            | —            | —            | —         | —         | 1:48:22.4 | 28.     |
| Sztafeta                            | Ivan Babikov Jesse Cockney Graeme Killick Len Väljas | —            | —            | —            | —            | —         | —         | 1:33:19.0 | 12.     |
| Sprint stylem dowolnym              | Jesse Cockney                                        | 3:44.36      | 53.          | NQ           | NQ           | NQ        | NQ        | NQ        | NQ      |
| Sprint stylem dowolnym              | Alex Harvey                                          | 3:36.08      | 19.          | 3:37.89      | 4.           | NQ        | NQ        | NQ        | NQ      |
| Sprint stylem dowolnym              | Devon Kershaw                                        | 3:45.77      | 56.          | NQ           | NQ           | NQ        | NQ        | NQ        | NQ      |
| Sprint stylem dowolnym              | Len Väljas                                           | 3:39.87      | 36.          | NQ           | NQ           | NQ        | NQ        | NQ        | NQ      |
| Sprint drużynowy stylem klasycznym  | Alex Harvey Devon Kershaw                            | —            | —            | —            | —            | 24:20.37  | 6.        | NQ        | NQ      |

### Bobsleje

#### Kobiety
- Jennifer Ciochetti
- Chelsea Valois
- Kaillie Humphries
- Heather Moyse

| Konkurencja   | Zawodniczki                       | 1. przejazd | 1. przejazd | 2. przejazd | 2. przejazd | 3. przejazd | 3. przejazd | 4. przejazd | 4. przejazd | Suma    | Suma    |
| Konkurencja   | Zawodniczki                       | Czas        | Miejsce     | Czas        | Miejsce     | Czas        | Miejsce     | Czas        | Miejsce     | Czas    | Miejsce |
| ------------- | --------------------------------- | ----------- | ----------- | ----------- | ----------- | ----------- | ----------- | ----------- | ----------- | ------- | ------- |
| Dwójki kobiet | Jennifer Ciochetti Chelsea Valois | 58.43       | 13.         | 58.63       | 15.         | 58.72       | 12.         | 58.71       | 11.         | 3:54.49 | 13.     |
| Dwójki kobiet | Kaillie Humphries Heather Moyse   | 57.39       | 2.          | 57.73       | 2.          | 57.57       | 1.          | 57.92       | 1.          | 3:50.61 | złoto   |

#### Mężczyźni
- Justin Kripps
- Bryan Barnett
- James McNaughton
- Tim Randal
- Christopher Spring
- Jesse Lumsden
- Ben Coakwell
- Cody Sorensen
- Lyndon Rush
- Lascelles Brown
- David Bissett
- Neville Wright
- Luke Demetre
- Graeme Rinholm

| Konkurencja      | Zawodnicy                                                                          | 1. przejazd | 1. przejazd | 2. przejazd | 2. przejazd | 3. przejazd | 3. przejazd | 4. przejazd | 4. przejazd | Suma    | Suma    |
| Konkurencja      | Zawodnicy                                                                          | Czas        | Miejsce     | Czas        | Miejsce     | Czas        | Miejsce     | Czas        | Miejsce     | Czas    | Miejsce |
| ---------------- | ---------------------------------------------------------------------------------- | ----------- | ----------- | ----------- | ----------- | ----------- | ----------- | ----------- | ----------- | ------- | ------- |
| Dwójki mężczyzn  | Bryan Barnett Justin Kripps                                                        | 56.56       | 6.          | 56.70       | 6.          | 56.42       | 4.          | 56.94       | 14.         | 3:46.62 | 6.      |
| Dwójki mężczyzn  | Lascelles Brown Lyndon Rush                                                        | 56.61       | 7.          | 56.87       | 9.          | 56.64       | 9.          | 56.76       | 9.          | 3:46.88 | 9.      |
| Dwójki mężczyzn  | Jesse Lumsden Christopher Spring                                                   | 56.66       | 10.         | 56.77       | 7.          | 56.62       | 8.          | 56.74       | 7.          | 3:46.79 | 7.      |
| Czwórki mężczyzn | Bryan Barnett James McNaughton Tim Randall Christopher Spring                      | 55.50       | 12.         | 55.70       | 18.         | 55.88       | =13.        | 55.76       | 13.         | 3:42.84 | 13.     |
| Czwórki mężczyzn | David Bissett Lascelles Brown Lyndon Rush Neville Wright                           | 55.35       | 11.         | 55.43       | =7.         | 55.60       | =8.         | 55.38       | 5.          | 3:41.76 | 9.      |
| Czwórki mężczyzn | Ben Coakwell Justin Kripps Jesse Lumsden Cody Sorensen Luke Demetre Graeme Rinholm | 55.17       | 8.          | 59.91       | 30.         | 55.72       | 10.         | NQ          | NQ          | 2:50.80 | 30.     |

### Curling

#### Kobiety
- Jennifer Jones (skip)
- Kaitlyn Lawes
- Jill Officer
- Dawn McEwen
- Kirsten Wall (rezerwowa)

| 1   | 2       | 4               | 5     | 6          | 8       | 9     | 10                | 12               | PF              | F       |    |   |      |
|     | Szwecja | Wielka Brytania | Dania | Szwajcaria | Japonia | Rosja | Stany Zjednoczone | Korea Południowa | Wielka Brytania | Szwecja |    |   |      |
| 9:2 | 9:3     | 9:6             | 8:5   | 8:5        | 8:6     | 5:3   | 7:6               | 9:4              | 6:4             | 6:3     | 11 | 0 | 1. – |

#### Mężczyźni
- Brad Jacobs (skip)
- Ryan Fry
- E.J. Harnden
- Ryan Harnden
- Caleb Flaxey (rezerwowy)

| 1      | 2          | 3       | 5     | 6     | 7        | 9               | 10                | 11  | PF   | F               |   |   |      |
| Niemcy | Szwajcaria | Szwecja | Rosja | Dania | Norwegia | Wielka Brytania | Stany Zjednoczone |     |      | Wielka Brytania |   |   |      |
| 11:8   | 4:5        | 6:7     | 7:4   | 7:6   | 10:4     | 7:5             | 8:6               | 9:8 | 10:6 | 9:3             | 9 | 2 | 1. – |

### Hokej na lodzie

#### Kobiety
Bramkarki
- Shannon Szabados (NAIT Ooks)
- Geneviève Lacasse (Boston Blades)
- Charline Labonté (Montreal Stars)

Obrona
- Jocelyne Larocque (Calgary Inferno)
- Lauriane Rougeau (Cornell Big Red)
- Laura Fortino (Cornell Big Red)
- Meaghan Mikkelson (Calgary Inferno)
- Catherine Ward (Montreal Stars)
- Tara Watchorn (Calgary Inferno)

Napad
- Meghan Agosta-Marciano (Montreal Stars)
- Rebecca Johnston (Toronto Furies)
- Jennifer Wakefield (Toronto Furies)
- Gillian Apps (Brampton Thunder)
- Caroline Ouellette (Montreal Stars)
- Mélodie Daoust (McGill Martlets)
- Jayna Hefford (Brampton Thunder)
- Brianne Jenner (Cornell Big Red)
- Haley Irwin (Montreal Stars)
- Hayley Wickenheiser (Calgary Dinos)
- Natalie Spooner (Toronto Furies)
- Marie-Philip Poulin (Boston University Terriers)

| Kanada | Grupa A    | Grupa A   | Grupa A           | Półfinał   | Finał             | Miejsce |
| ------ | ---------- | --------- | ----------------- | ---------- | ----------------- | ------- |
| Kanada | Szwajcaria | Finlandia | Stany Zjednoczone | Szwajcaria | Stany Zjednoczone | Miejsce |
| Kanada | 5:0        | 3:0       | 3:2               | 3:1        | 3:2               | złoto   |

#### Mężczyźni
Bramkarze
- Roberto Luongo (Vancouver Canucks)
- Carey Price (Montreal Canadiens)
- Mike Smith (Phoenix Coyotes)

Obrona
- Duncan Keith (Chicago Blackhawks)
- Dan Hamhuis (Vancouver Canucks)
- Shea Weber (Nashville Predators)
- Drew Doughty (Los Angeles Kings)
- Jay Bouwmeester (St. Louis Blues)
- Alex Pietrangelo (St. Louis Blues)
- Marc-Édouard Vlasic (San Jose Sharks)
- P.K. Subban (Montreal Canadiens)

Napad
- Matt Duchene (Colorado Avalanche)
- Patrick Sharp (Chicago Blackhawks)
- Patrick Marleau (San Jose Sharks)
- Chris Kunitz (Pittsburgh Penguins)
- Ryan Getzlaf (Anaheim Ducks)
- Jonathan Toews (Chicago Blackhawks)
- John Tavares (New York Islanders)
- Jamie Benn (Dallas Stars)
- Corey Perry (Anaheim Ducks)
- Patrice Bergeron (Boston Bruins)
- Rick Nash (New York Rangers)
- Jeff Carter (Los Angeles Kings)
- Sidney Crosby (Pittsburgh Penguins)
- Steven Stamkos (Tampa Bay Lightning)

| Kanada | Grupa B  | Grupa B | Grupa B   | Ćwierćfinał | Półfinał          | Finał   | Miejsce |
| ------ | -------- | ------- | --------- | ----------- | ----------------- | ------- | ------- |
| Kanada | Norwegia | Austria | Finlandia | Łotwa       | Stany Zjednoczone | Szwecja | Miejsce |
| Kanada | 3:1      | 6:0     | 2:1       | 2:1         | 1:0               | 3:0     | złoto   |

### Łyżwiarstwo figurowe
- Gabrielle Daleman
- Kaetlyn Osmond
- Patrick Chan
- Liam Firus
- Kevin Reynolds
- Meagan Duhamel
- Eric Radford
- Paige Lawrence
- Rudi Swiegers
- Kirsten Moore-Towers
- Dylan Moscovitch
- Alexandra Paul
- Mitchell Islam
- Tessa Virtue
- Scott Moir
- Kaitlyn Weaver
- Andrew Poje

| Konkurencja   | Zawodnicy                             | PK/TOr | PK/TOr  | PD/TD  | PD/TD   | Suma   | Suma    |
| Konkurencja   | Zawodnicy                             | Punkty | Miejsce | Punkty | Miejsce | Punkty | Miejsce |
| ------------- | ------------------------------------- | ------ | ------- | ------ | ------- | ------ | ------- |
| Soliści       | Patrick Chan                          | 97.52  | 2.      | 178.10 | 2.      | 275.62 | srebro  |
| Soliści       | Liam Firus                            | 55.04  | 28.     | NQ     | NQ      | NQ     | NQ      |
| Soliści       | Kevin Reynolds                        | 68.76  | 17.     | 153.47 | 10.     | 222.23 | 15.     |
| Solistki      | Gabrielle Daleman                     | 52.61  | 19.     | 95.83  | 16.     | 148.44 | 17.     |
| Solistki      | Kaetlyn Osmond                        | 56.18  | 13.     | 112.80 | 13.     | 168.98 | 13.     |
| Pary sportowe | Meagan Duhamel Eric Radford           | 72.21  | 5.      | 127.32 | 7.      | 199.53 | 7.      |
| Pary sportowe | Paige Lawrence Rudi Swiegers          | 58.97  | 13.     | 103.01 | 14.     | 161.98 | 14.     |
| Pary sportowe | Kirsten Moore-Towers Dylan Moscovitch | 70.92  | 6.      | 131.18 | 5.      | 202.10 | 5.      |
| Pary taneczne | Alexandra Paul Mitchell Islam         | 55.91  | 18.     | 82.79  | 16.     | 138.70 | 18.     |
| Pary taneczne | Tessa Virtue Scott Moir               | 76.33  | 2.      | 114.66 | 2.      | 190.99 | srebro  |
| Pary taneczne | Kaitlyn Weaver Andrew Poje            | 65.93  | 7.      | 103.18 | 5.      | 169.11 | 5.      |

Drużynowo
| Konkurencja      | Zawodnik | Soliści       | Soliści        | Solistki      | Solistki       | Pary sportowe | Pary sportowe  | Pary taneczne | Pary taneczne  | Wynik  | Wynik   |
| Konkurencja      | Zawodnik | SP            | FS             | SP            | FS             | SP            | FS             | SD            | FD             | Punkty | Miejsce |
| ---------------- | --- | ------------- | -------------- | ------------- | -------------- | ------------- | -------------- | ------------- | -------------- | ------ | ------- |
| Zawody drużynowe | Patrick Chan (M) Kevin Reynolds (M) Kaetlyn Osmond (K) Meagan Duhamel / Eric Radford (PS) Kirsten Moore-Towers / Dylan Moscovitch (PS) Tessa Virtue / Scott Moir (PT) | 89.71 (8 pkt) | 167.92 (9 pkt) | 62.54 (6 pkt) | 110.73 (6 pkt) | 73.10 (9 pkt) | 129.74 (9 pkt) | 72.98 (9 pkt) | 107.56 (9 pkt) | 65     | srebro  |

### Łyżwiarstwo szybkie

#### Kobiety
- Ivanie Blondin
- Anastasia Bucsis
- Kali Christ
- Marsha Hudey
- Kaylin Irvine
- Christine Nesbitt
- Brittany Schussler
- Brianne Tutt
- Danielle Wotherspoon-Gregg

| Konkurencja                | Zawodniczka | Wyścig 1. | Wyścig 1. | Wyścig 2. | Wyścig 2. | Finał   | Finał   |
| Konkurencja                | Zawodniczka | Czas      | Miejsce   | Czas      | Miejsce   | Czas    | Miejsce |
| -------------------------- | ----------- | --------- | --------- | --------- | --------- | ------- | ------- |
| Ivanie Blondin             | 3000 metrów | —         | —         | —         | —         | 4:18.69 | 24.     |
| Ivanie Blondin             | 5000 metrów | —         | —         | —         | —         | 7:20.10 | 14.     |
| Anastasia Bucsis           | 500 metrów  | 39.272    | 27.       | 39.25     | 28.       | 78.522  | 28.     |
| Kali Christ                | 1000 metrów | —         | —         | —         | —         | 1:17.41 | 21.     |
| Kali Christ                | 1500 metrów | —         | —         | —         | —         | 1:58.63 | 16.     |
| Marsha Hudey               | 500 metrów  | 39.59     | 32.       | 39.63     | 33.       | 79.22   | 32.     |
| Kaylin Irvine              | 1000 metrów | —         | —         | —         | —         | 1:17.24 | 18.     |
| Christine Nesbitt          | 500 metrów  | 38.53     | 11.       | 38.61     | 12.       | 77.15   | 12.     |
| Christine Nesbitt          | 1000 metrów | —         | —         | —         | —         | 1:15.62 | 9.      |
| Christine Nesbitt          | 1500 metrów | —         | —         | —         | —         | 1:58.67 | 17.     |
| Brittany Schussler         | 1000 metrów | —         | —         | —         | —         | 1:18.53 | 30.     |
| Brittany Schussler         | 1500 metrów | —         | —         | —         | —         | 2:00.65 | 26.     |
| Brittany Schussler         | 3000 metrów | —         | —         | —         | —         | 4:14.65 | 19.     |
| Brianne Tutt               | 1500 metrów | —         | —         | —         | —         | 2:03.69 | 35.     |
| Danielle Wotherspoon-Gregg | 500 metrów  | 39.76     | 33.       | 39.56     | 32.       | 79.32   | 33.     |

| Zawodniczki                                                     | Konkurencja    | Ćwierćfinał        | Półfinał           | Finał                                    | Finał   |
| Zawodniczki                                                     | Konkurencja    | Przeciwniczki Czas | Przeciwniczki Czas | Przeciwniczki Czas                       | Miejsce |
| --------------------------------------------------------------- | -------------- | ------------------ | ------------------ | ---------------------------------------- | ------- |
| Ivanie Blondin Kali Christ Christine Nesbitt Brittany Schussler | Bieg drużynowy | Rosja P 3:02.06    | NQ                 | O 5. miejsce Stany Zjednoczone W 3:02.44 | 5.      |

#### Mężczyźni
- Vincent De Haître
- William Dutton
- Mathieu Giroux
- Jamie Gregg
- Gilmore Junio
- Lucas Makowsky
- Muncef Ouardi
- Denny Morrison

| Zawodnik          | Konkurencja | Wyścig 1. | Wyścig 1. | Wyścig 2. | Wyścig 2. | Finał   | Finał   |
| Zawodnik          | Konkurencja | Czas      | Miejsce   | Czas      | Miejsce   | Czas    | Miejsce |
| ----------------- | ----------- | --------- | --------- | --------- | --------- | ------- | ------- |
| Vincent De Haître | 1000 m      | —         | —         | —         | —         | 1:10.04 | 20.     |
| Vincent De Haître | 1500 m      | —         | —         | —         | —         | 1:49.42 | 33.     |
| William Dutton    | 500 m       | 35.278    | 18.       | 35.17     | 11.       | 70.448  | 14.     |
| William Dutton    | 1000 m      | —         | —         | —         | —         | 1:10.61 | 26.     |
| Mathieu Giroux    | 1500 m      | —         | —         | —         | —         | 1:47.65 | 19.     |
| Mathieu Giroux    | 5000 m      | —         | —         | —         | —         | 6:35.77 | 22.     |
| Jamie Gregg       | 500 metrów  | 35.17     | 13.       | 35.10     | 8.        | 70.27   | 11.     |
| Gilmore Junio     | 500 metrów  | 35.15     | 11.       | 35.09     | 7.        | 70.25   | 10.     |
| Lucas Makowsky    | 1500 m      | —         | —         | —         | —         | 1:48.51 | 28.     |
| Denny Morrison    | 1000 m      | —         | —         | —         | —         | 1:08.43 | srebro  |
| Denny Morrison    | 1500 m      | —         | —         | —         | —         | 1:45.22 | brąz    |
| Muncef Ouardi     | 500 m       | 35.395    | 23.       | 35.60     | 29.       | 70.995  | 25.     |
| Muncef Ouardi     | 1000 m      | —         | —         | —         | —         | 1:11.07 | 32.     |

| Zawodnicy                                    | Konkurencja    | Ćwierćfinał                 | Półfinał                   | Finał                         | Finał   |
| Zawodnicy                                    | Konkurencja    | Przeciwnicy Czas            | Przeciwnicy Czas           | Przeciwnicy Czas              | Miejsce |
| -------------------------------------------- | -------------- | --------------------------- | -------------------------- | ----------------------------- | ------- |
| Mathieu Giroux Lucas Makowsky Denny Morrison | Bieg drużynowy | Stany Zjednoczone W 3:43.30 | Korea Południowa P 3:45.28 | O 3. miejsce Polska P 3:44.27 | 4.      |

### Narciarstwo alpejskie

#### Kobiety
- Marie-Michèle Gagnon
- Erin Mielzynski
- Brittany Phelan
- Marie-Pier Préfontaine
- Elli Terwiel
- Larisa Yurkiw

| Konkurencja     | Zawodniczka            | Zjazd 1. | Zjazd 1. | Zjazd 2. | Zjazd 2. | Suma    | Miejsce |
| Konkurencja     | Zawodniczka            | Czas     | Miejsce  | Czas     | Miejsce  | Suma    | Miejsce |
| --------------- | ---------------------- | -------- | -------- | -------- | -------- | ------- | ------- |
| Zjazd           | Larisa Yurkiw          | —        | —        | —        | —        | 1:43.46 | 20.     |
| Supergigant     | Marie-Michèle Gagnon   | —        | —        | —        | —        | DNF     | DNF     |
| Supergigant     | Marie-Pier Préfontaine | —        | —        | —        | —        | 1:28.67 | 20.     |
| Supergigant     | Larisa Yurkiw          | —        | —        | —        | —        | DNF     | DNF     |
| Slalom gigant   | Marie-Michèle Gagnon   | DNF      | DNF      | DNF      | DNF      | DNF     | DNF     |
| Slalom gigant   | Erin Mielzynski        | 1:21.25  | 20.      | 1:19.44  | 18.      | 2:40.69 | 21.     |
| Slalom gigant   | Marie-Pier Préfontaine | DNF      | DNF      | DNF      | DNF      | DNF     | DNF     |
| Slalom          | Marie-Michèle Gagnon   | 54.32    | 10.      | 53.05    | 15.      | 1:47.37 | 9.      |
| Slalom          | Erin Mielzynski        | DNF      | DNF      | DNF      | DNF      | DNF     | DNF     |
| Slalom          | Brittany Phelan        | 56.41    | 17.      | 52.70    | 12.      | 1:49.11 | 15.     |
| Slalom          | Ellie Terwiel          | DNF      | DNF      | DNF      | DNF      | DNF     | DNF     |
| Superkombinacja | Marie-Michèle Gagnon   | 1:45.39  | 21.      | DNF      | DNF      | DNF     | DNF     |

#### Mężczyźni
- Philip Brown
- Erik Guay
- Jan Hudec
- Michael Janyk
- Trevor Philp
- Morgan Pridy
- Manuel Osborne-Paradis
- Brad Spence
- Benjamin Thomsen

| Konkurencja     | Zawodnik               | Zjazd 1. | Zjazd 1. | Zjazd 2. | Zjazd 2. | Suma    | Miejsce |
| Konkurencja     | Zawodnik               | Czas     | Miejsce  | Czas     | Miejsce  | Suma    | Miejsce |
| --------------- | ---------------------- | -------- | -------- | -------- | -------- | ------- | ------- |
| Zjazd           | Erik Guay              | —        | —        | —        | —        | 2:07.04 | 10.     |
| Zjazd           | Jan Hudec              | —        | —        | —        | —        | 2:08.49 | 21.     |
| Zjazd           | Manuel Osborne-Paradis | —        | —        | —        | —        | 2:09.00 | 25.     |
| Zjazd           | Benjamin Thomsen       | —        | —        | —        | —        | 2:08.00 | 19.     |
| Supergigant     | Erik Guay              | —        | —        | —        | —        | DNF     | DNF     |
| Supergigant     | Jan Hudec              | —        | —        | —        | —        | 1:18.67 | brąz    |
| Supergigant     | Manuel Osborne-Paradis | —        | —        | —        | —        | 1:20.19 | 24.     |
| Supergigant     | Morgan Pridy           | —        | —        | —        | —        | 1:19.19 | 10.     |
| Slalom gigant   | Phillip Brown          | 1:24.82  | 32.      | 1:25.09  | 24.      | 2:49.91 | 29.     |
| Slalom gigant   | Trevor Philp           | 1:24.38  | 31.      | 1:25.17  | 25.      | 2:49.55 | 25.     |
| Slalom gigant   | Morgan Pridy           | 1:25.95  | 39.      | 1:26.01  | =30.     | 2:51.96 | 33.     |
| Slalom          | Phillip Brown          | 49.97    | 34.      | 59.68    | 21.      | 1:49.65 | 21.     |
| Slalom          | Michael Janyk          | 48.82    | 22.      | 55.54    | 12.      | 1:44.36 | 16.     |
| Slalom          | Trevor Philp           | 49.55    | =29.     | DNF      | DNF      | DNF     | DNF     |
| Slalom          | Brad Spence            | 49.55    | =29.     | DSQ      | DSQ      | DSQ     | DSQ     |
| Superkombinacja | Morgan Pridy           | 1:56.21  | 25.      | 53.82    | 19.      | 2:50.03 | 20.     |

### Narciarstwo dowolne

#### Kobiety
- Kelsey Serwa
- Georgia Simmerling
- Marielle Thompson
- Chloé Dufour-Lapointe
- Justine Dufour-Lapointe
- Maxime Dufour-Lapointe
- Audrey Robichaud
- Rosalind Groenewoud
- Keltie Hansen
- Dara Howell
- Kim Lamarre
- Yuki Tsubota
- Kaya Turski

| Konkurencja | Zawodniczka         | Kwalifikacje | Kwalifikacje | Finały       | Finały  |
| Konkurencja | Zawodniczka         | Wynik        | Miejsce      | Wynik        | Miejsce |
| ----------- | ------------------- | ------------ | ------------ | ------------ | ------- |
| Halfpipe    | Rosalind Groenewoud | 82.00, 78.40 | 6.           | 5.40, 74.20  | 7.      |
| Halfpipe    | Keltie Hansen       | 8.60, 66.20  | 13.          | NQ           | NQ      |
| Slopestyle  | Dara Howell         | 88.80, 35.20 | 1.           | 94.20, 48.40 | złoto   |
| Slopestyle  | Kim Lamarre         | 85.40, 38.00 | 2.           | 15.00, 85.00 | brąz    |
| Slopestyle  | Yuki Tsubota        | 76.60, 81.00 | 4.           | 71.60, 28.40 | 6.      |
| Slopestyle  | Kaya Turski         | 14.60, 28.00 | 19.          | NQ           | NQ      |

| Konkurencja      | Zawodniczka             | Kwalifikacje | Kwalifikacje | Kwalifikacje | Kwalifikacje | Finały     | Finały     | Finały     | Finały     | Finały     | Finały     |
| Konkurencja      | Zawodniczka             | Przejazd 1   | Przejazd 1   | Przejazd 2   | Przejazd 2   | Przejazd 1 | Przejazd 1 | Przejazd 2 | Przejazd 2 | Przejazd 3 | Przejazd 3 |
| Konkurencja      | Zawodniczka             | Wynik        | Miejsce      | Wynik        | Miejsce      | Wynik      | Miejsce    | Wynik      | Miejsce    | Wynik      | Miejsce    |
| ---------------- | ----------------------- | ------------ | ------------ | ------------ | ------------ | ---------- | ---------- | ---------- | ---------- | ---------- | ---------- |
| Jazda po muldach | Chloé Dufour-Lapointe   | 22.64        | 2.           | —            | —            | 21.65      | 3.         | 21.70      | 2.         | 21.66      | srebro     |
| Jazda po muldach | Justine Dufour-Lapointe | 22.28        | 3.           | —            | —            | 21.54      | 4.         | 21.64      | 3.         | 22.44      | złoto      |
| Jazda po muldach | Maxime Dufour-Lapointe  | 20.88        | 8.           | —            | —            | 20.33      | 11.        | 18.64      | 12.        | NQ         | NQ         |
| Jazda po muldach | Audrey Robichaud        | 20.61        | 9.           | —            | —            | 20.41      | 10.        | 20.35      | 10.        | NQ         | NQ         |

| Konkurencja | Zawodniczka        | Kwalifikacje | Kwalifikacje | 1/8 finału | Ćwierćfinał | Półfinał | Finał   | Finał                |
| Konkurencja | Zawodniczka        | Wynik        | Miejsce      | Miejsce    | Miejsce     | Miejsce  | Miejsce | Klasyfikacja końcowa |
| ----------- | ------------------ | ------------ | ------------ | ---------- | ----------- | -------- | ------- | -------------------- |
| Skicross    | Kelsey Serwa       | 1:21.45      | 1.           | 1. Q       | 1. Q        | 2. FA    | 2.      | srebro               |
| Skicross    | Georgia Simmerling | 1:22.52      | 8.           | 1. Q       | DNF         | NQ       | NQ      | 14.                  |
| Skicross    | Marielle Thompson  | 1:21.56      | 3.           | 1. Q       | 1. Q        | 1. FA    | 1.      | złoto                |

#### Mężczyźni
- Christopher Del Bosco
- David Duncan
- Brady Leman
- Alexandre Bilodeau
- Marc-Antoine Gagnon
- Mikaël Kingsbury
- Philippe Marquis
- Noah Bowman
- Justin Dorey
- Matt Margetts
- Mike Riddle
- Alex Beaulieu-Marchand
- Travis Gerrits

| Konkurencja | Zawodnik               | Kwalifikacje | Kwalifikacje | Finały       | Finały  |
| Konkurencja | Zawodnik               | Wynik        | Miejsce      | Wynik        | Miejsce |
| ----------- | ---------------------- | ------------ | ------------ | ------------ | ------- |
| Halfpipe    | Noah Bowman            | 80.60, 77.80 | 7.           | 80.40, 82.60 | 5.      |
| Halfpipe    | Justin Dorey           | 91.60, 6.40  | 1.           | 20.40, 14.20 | 12.     |
| Halfpipe    | Matt Margetts          | 66.80, 17.80 | 15.          | NQ           | NQ      |
| Halfpipe    | Mike Riddle            | 82.20, 75.00 | 6.           | 71.40, 90.60 | srebro  |
| Slopestyle  | Alex Beaulieu-Marchand | 20.00, 85.60 | 6.           | 5.00, 21.40  | 12.     |

| Konkurencja      | Zawodnik            | Kwalifikacje | Kwalifikacje | Kwalifikacje | Kwalifikacje | Finały     | Finały     | Finały     | Finały     | Finały     | Finały     |
| Konkurencja      | Zawodnik            | Przejazd 1   | Przejazd 1   | Przejazd 2   | Przejazd 2   | Przejazd 1 | Przejazd 1 | Przejazd 2 | Przejazd 2 | Przejazd 3 | Przejazd 3 |
| Konkurencja      | Zawodnik            | Wynik        | Miejsce      | Wynik        | Miejsce      | Wynik      | Miejsce    | Wynik      | Miejsce    | Wynik      | Miejsce    |
| ---------------- | ------------------- | ------------ | ------------ | ------------ | ------------ | ---------- | ---------- | ---------- | ---------- | ---------- | ---------- |
| Jazda po muldach | Alexandre Bilodeau  | 24.70        | 1.           | —            | —            | 22.49      | 8.         | 23.89      | 3.         | 26.31      | złoto      |
| Jazda po muldach | Marc-Antoine Gagnon | 22.90        | 5.           | —            | —            | 23.45      | 4.         | 24.16      | 2.         | 23.35      | 4.         |
| Jazda po muldach | Mikaël Kingsbury    | 23.81        | 2.           | —            | —            | 24.31      | 3.         | 24.54      | 1.         | 24.71      | srebro     |
| Jazda po muldach | Philippe Marquis    | 22.43        | 6.           | —            | —            | 24.32      | 2.         | 22.25      | 9.         | NQ         | NQ         |

| Konkurencja        | Zawodnik       | Kwalifikacje | Kwalifikacje | Kwalifikacje | Kwalifikacje | Finały | Finały  | Finały | Finały  | Finały | Finały  |
| Konkurencja        | Zawodnik       | Skok 1       | Skok 1       | Skok 2       | Skok 2       | Skok 1 | Skok 1  | Skok 2 | Skok 2  | Skok 3 | Skok 3  |
| Konkurencja        | Zawodnik       | Wynik        | Miejsce      | Wynik        | Miejsce      | Wynik  | Miejsce | Wynik  | Miejsce | Wynik  | Miejsce |
| ------------------ | -------------- | ------------ | ------------ | ------------ | ------------ | ------ | ------- | ------ | ------- | ------ | ------- |
| Skoki akrobatyczne | Travis Gerrits | 76.92        | 19.          | 112.39       | 10.          | 107.29 | 6.      | 111.95 | 7.      | NQ     | NQ      |

| Konkurencja | Zawodnik              | Kwalifikacje | Kwalifikacje | 1/8 finału | Ćwierćfinał | Półfinał | Finał   | Finał                |
| Konkurencja | Zawodnik              | Wynik        | Miejsce      | Miejsce    | Miejsce     | Miejsce  | Miejsce | Klasyfikacja końcowa |
| ----------- | --------------------- | ------------ | ------------ | ---------- | ----------- | -------- | ------- | -------------------- |
| Skicross    | Christopher Del Bosco | 1:15.91      | 2.           | 3.         | NQ          | NQ       | NQ      | 17.                  |
| Skicross    | Dave Duncan           | 1:17.31      | 6.           | 4.         | NQ          | NQ       | NQ      | 26.                  |
| Skicross    | Brady Leman           | 1:16.43      | 3.           | 1. Q       | 1. Q        | 1. FA    | 4.      | 4.                   |

### Saneczkarstwo
- Alex Gough
- Arianne Jones
- Kimberley McRae
- Samuel Edney
- John Fennell
- Mitchel Malyk
- Tristan Walker
- Justin Snith

| Konkurencja      | Zawodnik                                         | 1. przejazd | 1. przejazd | 2. przejazd | 2. przejazd | 3. przejazd | 3. przejazd | 4. przejazd | 4. przejazd | Suma     | Suma    |
| Konkurencja      | Zawodnik                                         | Czas        | Miejsce     | Czas        | Miejsce     | Czas        | Miejsce     | Czas        | Miejsce     | Czas     | Miejsce |
| ---------------- | ------------------------------------------------ | ----------- | ----------- | ----------- | ----------- | ----------- | ----------- | ----------- | ----------- | -------- | ------- |
| Jedynki mężczyzn | Samuel Edney                                     | 52.783      | 14.         | 52.546      | 6.          | 52.268      | 11.         | 52.180      | 9.          | 3:29.777 | 11.     |
| Jedynki mężczyzn | John Fennell                                     | 53.350      | 27.         | 53.561      | 30.         | 52.879      | 27.         | 52.926      | 29.         | 3:32.716 | 27.     |
| Jedynki mężczyzn | Mitchel Malyk                                    | 53.367      | 28.         | 53.401      | 29.         | 52.756      | =24.        | 52.633      | 24.         | 3:32.157 | 26.     |
| Dwójki mężczyzn  | Tristan Walker Justin Snith                      | 49.857      | 4.          | 49.983      | 6.          | —           | —           | —           | —           | 1:39.840 | 4.      |
| Jedynki kobiet   | Alex Gough                                       | 50.464      | 5.          | 50.402      | 5.          | 50.286      | 4.          | 50.426      | 5.          | 3:21.578 | 4.      |
| Jedynki kobiet   | Arianne Jones                                    | 50.993      | 13.         | 50.837      | 15.         | 50.745      | 11.         | 50.608      | 10.         | 3:23.183 | 13.     |
| Jedynki kobiet   | Kimberley McRae                                  | 50.465      | 6.          | 50.454      | 6.          | 50.356      | 5.          | 50.620      | =11.        | 3:21.895 | 5.      |
| Sztafeta         | Sam Edney Alex Gough Justin Snith Tristan Walker | 54.643      | 4.          | 56.197      | 5.          | 56.555      | 5.          | —           | —           | 2:47.395 | 4.      |

### Short track

#### Kobiety
- Marie-Ève Drolet
- Jessica Hewitt
- Valérie Maltais
- Marianne St-Gelais

| Zawodniczka                                                        | Konkurencja    | Bieg     | Bieg    | Ćwierćfinał | Ćwierćfinał | Półfinał | Półfinał | Finał    | Finał   |
| Zawodniczka                                                        | Konkurencja    | Czas     | Miejsce | Czas        | Miejsce     | Czas     | Miejsce  | Czas     | Miejsce |
| ------------------------------------------------------------------ | -------------- | -------- | ------- | ----------- | ----------- | -------- | -------- | -------- | ------- |
| Marie-Éve Drolet                                                   | Bieg na 1000 m | 1:31.273 | 2. Q    | 1:31.668    | 2.          | NQ       | NQ       | NQ       | 12.     |
| Marie-Éve Drolet                                                   | Bieg na 1500 m | 2:24.859 | 2. Q    | —           | —           | 2:19.516 | 3. FB    | 2:25.870 | 8.      |
| Jessica Hewitt                                                     | Bieg na 500 m  | 43.447   | 2. Q    | 1:00.971    | 4.          | NQ       | NQ       | NQ       | 13.     |
| Valérie Maltais                                                    | Bieg na 500 m  | 44.093   | 1. Q    | 43.550      | 3.          | NQ       | NQ       | NQ       | 9.      |
| Valérie Maltais                                                    | Bieg na 1000 m | 1:28.771 | 1. Q    | 1:29.037    | 1. Q        | 1:56.511 | 4. FB    | 1:36.863 | 6.      |
| Valérie Maltais                                                    | Bieg na 1500 m | 2:27.721 | 2. Q    | —           | —           | 2:23.069 | 3. FB    | 2:24.711 | 6.      |
| Marianne St-Gelais                                                 | Bieg na 500 m  | 43.729   | 1. Q    | 43.595      | 2. Q        | 44.069   | 3. FB    | 44.359   | 7.      |
| Marianne St-Gelais                                                 | Bieg na 1000 m | 2:05.206 | 4.      | NQ          | NQ          | NQ       | NQ       | NQ       | 28.     |
| Marianne St-Gelais                                                 | Bieg na 1500 m | 2:27.071 | 4.      | —           | —           | NQ       | NQ       | NQ       | 22.     |
| Marie-Éve Drolet Jessica Hewitt Valérie Maltais Marianne St-Gelais | Sztafeta       | —        | —       | —           | —           | 4:08.871 | 2. FA    | 4:10.641 | srebro  |

#### Mężczyźni
- Charle Cournoyer
- Michael Gilday
- Charles Hamelin
- François Hamelin
- Olivier Jean

| Zawodnik                                                                      | Konkurencja    | Bieg     | Bieg    | Ćwierćfinał | Ćwierćfinał | Półfinał | Półfinał | Finał    | Finał   |
| Zawodnik                                                                      | Konkurencja    | Czas     | Miejsce | Czas        | Miejsce     | Czas     | Miejsce  | Czas     | Miejsce |
| ----------------------------------------------------------------------------- | -------------- | -------- | ------- | ----------- | ----------- | -------- | -------- | -------- | ------- |
| Charle Cournoyer                                                              | Bieg na 500 m  | 41.180   | 1. Q    | 41.060      | 2. Q        | 40.945   | 2. FA    | 41.617   | brąz    |
| Charle Cournoyer                                                              | Bieg na 1000 m | 1:24.787 | 1. Q    | 1:25.204    | 5.          | NQ       | NQ       | NQ       | 17.     |
| Michael Gilday                                                                | Bieg na 1500 m | 2:16.468 | 2. Q    | —           | —           | DSQ      | DSQ      | NQ       | 17.     |
| Charles Hamelin                                                               | Bieg na 500 m  | 1:18.871 | 4.      | NQ          | NQ          | NQ       | NQ       | NQ       | 32.     |
| Charles Hamelin                                                               | Bieg na 1000 m | 1:25.742 | 1. Q    | 1:40.408    | 4.          | NQ       | NQ       | NQ       | 14.     |
| Charles Hamelin                                                               | Bieg na 1500 m | 2:16.903 | 1. Q    | —           | —           | 2:14.480 | 1. FA    | 2:14.985 | złoto   |
| François Hamelin                                                              | Bieg na 1500 m | 2:13.935 | 2. Q    | —           | —           | 2:16.473 | 4. FB    | 2:21.592 | 9.      |
| Olivier Jean                                                                  | Bieg na 500 m  | 41.616   | 1. Q    | 41.760      | 4.          | NQ}      | NQ}      | NQ}      | 13.     |
| Olivier Jean                                                                  | Bieg na 1000 m | 1:26.089 | 1. Q    | 1:24.935    | 3.          | NQ       | NQ       | NQ       | 9.      |
| Charle Cournoyer Michael Gilday Charles Hamelin François Hamelin Olivier Jean | Sztafeta       | —        | —       | —           | —           | 6:48.186 | 4. FB    | 6:43.747 | 6.      |

### Skeleton

#### Kobiety
- Mellisa Hollingsworth
- Sarah Reid

| Konkurencja  | Zawodniczka           | 1. przejazd | 1. przejazd | 2. przejazd | 2. przejazd | 3. przejazd | 3. przejazd | 4. przejazd | 4. przejazd | Suma    | Suma    |
| Konkurencja  | Zawodniczka           | Czas        | Miejsce     | Czas        | Miejsce     | Czas        | Miejsce     | Czas        | Miejsce     | Czas    | Miejsce |
| ------------ | --------------------- | ----------- | ----------- | ----------- | ----------- | ----------- | ----------- | ----------- | ----------- | ------- | ------- |
| Ślizg kobiet | Mellisa Hollingsworth | 59,68       | 15.         | 59,70       | 17.         | 58,68       | 10. Q       | 58,15       | =2.         | 3:56,21 | =11.    |
| Ślizg kobiet | Sarah Reid            | 59,14       | 7.          | 59,17       | 8.          | 58,27       | 4. Q        | 58.15       | =2.         | 3:54,73 | 7.      |

#### Mężczyźni
- Eric Neilson
- John Fairbairn

| Konkurencja    | Zawodnik       | 1. przejazd | 1. przejazd | 2. przejazd | 2. przejazd | 3. przejazd | 3. przejazd | 4. przejazd | 4. przejazd | Suma    | Suma    |
| Konkurencja    | Zawodnik       | Czas        | Miejsce     | Czas        | Miejsce     | Czas        | Miejsce     | Czas        | Miejsce     | Czas    | Miejsce |
| -------------- | -------------- | ----------- | ----------- | ----------- | ----------- | ----------- | ----------- | ----------- | ----------- | ------- | ------- |
| Ślizg mężczyzn | Eric Neilson   | 57,41       | 12.         | 57,01       | 8.          | 57,25       | 14. Q       | 57,10       | 14.         | 3:48,77 | 13.     |
| Ślizg mężczyzn | John Fairbairn | 57,34       | 11.         | 56,92       | 4.          | 56,91       | 7. Q        | 56,96       | =10.        | 3:48,13 | 7.      |

### Skoki narciarskie

#### Kobiety
- Taylor Henrich
- Atsuko Tanaka

| Konkurencja       | Zawodniczka    | Runda 1.  | Runda 1. | Runda 1. | Runda 2.  | Runda 2. | Runda 2. | Suma   | Suma    |
| Konkurencja       | Zawodniczka    | Odległość | Punkty   | Miejsce  | Odległość | Punkty   | Miejsce  | Punkty | Miejsce |
| ----------------- | -------------- | --------- | -------- | -------- | --------- | -------- | -------- | ------ | ------- |
| Skocznia normalna | Taylor Henrich | 97.5      | 118.2    | 7.       | 96.0      | 112.2    | 14.      | 230.4  | 13.     |
| Skocznia normalna | Atsuko Tanaka  | 97.5      | 117.8    | 8.       | 95.0      | 113.5    | 12.      | 231.3  | 12.     |

#### Mężczyźni
- Mackenzie Boyd-Clowes
- Dusty Korek
- Trevor Morrice
- Matthew Rowley

| Konkurencja       | Zawodnik                                                        | Kwalifikacje | Kwalifikacje | Kwalifikacje | Runda 1.  | Runda 1. | Runda 1. | Runda 2.  | Runda 2. | Runda 2. | Suma   | Suma    |
| Konkurencja       | Zawodnik                                                        | Odległość    | Punkty       | Miejsce      | Odległość | Punkty   | Miejsce  | Odległość | Punkty   | Miejsce  | Punkty | Miejsce |
| ----------------- | --------------------------------------------------------------- | ------------ | ------------ | ------------ | --------- | -------- | -------- | --------- | -------- | -------- | ------ | ------- |
| Skocznia normalna | Mackenzie Boyd-Clowes                                           | 95.0         | 113.4        | 21. Q        | 96.0      | 114.4    | 36.      | NQ        | NQ       | NQ       | NQ     | NQ      |
| Skocznia normalna | Dusty Korek                                                     | 92.5         | 107.4        | 28. Q        | 93.5      | 111.1    | 39.      | NQ        | NQ       | NQ       | NQ     | NQ      |
| Skocznia normalna | Trevor Morrice                                                  | 86.0         | 88.7         | 47.          | NQ        | NQ       | NQ       | NQ        | NQ       | NQ       | NQ     | NQ      |
| Skocznia normalna | Matthew Rowley                                                  | 90.5         | 100.0        | 41.          | NQ        | NQ       | NQ       | NQ        | NQ       | NQ       | NQ     | NQ      |
| Skocznia duża     | Mackenzie Boyd-Clowes                                           | 124.0        | 105.5        | 19. Q        | 132.0     | 120.1    | 19. Q    | 123.5     | 117.8    | 24.      | 237.9  | 25.     |
| Skocznia duża     | Dusty Korek                                                     | 109.0        | 82.7         | 42.          | NQ        | NQ       | NQ       | NQ        | NQ       | NQ       | NQ     | NQ      |
| Skocznia duża     | Trevor Morrice                                                  | 113.0        | 84.5         | 40. Q        | 121.5     | 103.4    | 42.      | NQ        | NQ       | NQ       | NQ     | NQ      |
| Skocznia duża     | Matthew Rowley                                                  | 110.5        | 88.4         | 38. Q        | DSQ       | DSQ      | DSQ      | NQ        | NQ       | NQ       | NQ     | NQ      |
| Drużynowo         | Mackenzie Boyd-Clowes Dusty Korek Trevor Morrice Matthew Rowley | —            | —            | —            | 488.0     | 399.2    | 12.      | NQ        | NQ       | NQ       | NQ     | NQ      |

### Snowboard

#### Kobiety
- Caroline Calvé
- Ariane Lavigne
- Marianne Leeson
- Dominique Maltais
- Maëlle Ricker
- Jenna Blasman
- Spencer O’Brien
- Alexandra Duckworth
- Mercedes Nicoll
- Katie Tsuyuki

| Konkurencja              | Zawodniczka     | Kwalifikacje | Kwalifikacje       | 1/8 finału         | Ćwierćfinał        | Półfinał           | Finał              | Finał                |
| Konkurencja              | Zawodniczka     | Wynik        | Przeciwniczka Czas | Przeciwniczka Czas | Przeciwniczka Czas | Przeciwniczka Czas | Przeciwniczka Czas | Klasyfikacja końcowa |
| ------------------------ | --------------- | ------------ | ------------------ | ------------------ | ------------------ | ------------------ | ------------------ | -------------------- |
| Slalom gigant równoległy | Caroline Calvé  | 1:48.79      | 8. Q               | Iluchina W -0.03   | Takeuchi P +4.00   | NQ                 | NQ                 | NQ                   |
| Slalom gigant równoległy | Ariane Lavigne  | 1:51.69      | 14. Q              | Zogg W -0.12       | Zawarzina P +7.27  | NQ                 | NQ                 | NQ                   |
| Slalom gigant równoległy | Marianne Leeson | 1:47.41      | 5. Q               | Jenny W -0.30      | Meschik P +0.30    | NQ                 | NQ                 | NQ                   |
| Slalom równoległy        | Caroline Calvé  | 1:06.15      | 26.                | NQ                 | NQ                 | NQ                 | NQ                 | NQ                   |
| Slalom równoległy        | Ariane Lavigne  | 1:05.60      | 17.                | NQ                 | NQ                 | NQ                 | NQ                 | NQ                   |
| Slalom równoległy        | Marianne Leeson | 1:06.26      | 27.                | NQ                 | NQ                 | NQ                 | NQ                 | NQ                   |

| Konkurencja     | Zawodniczka       | Kwalifikacje | Kwalifikacje | 1/8 finału | Ćwierćfinał | Półfinał | Finał   | Finał                |
| Konkurencja     | Zawodniczka       | Wynik        | Miejsce      | Miejsce    | Miejsce     | Miejsce  | Miejsce | Klasyfikacja końcowa |
| --------------- | ----------------- | ------------ | ------------ | ---------- | ----------- | -------- | ------- | -------------------- |
| Snowboard cross | Dominique Maltais | 1:22.26      | 3.           | —          | 1. Q        | 1. FA    | 2.      | srebro               |
| Snowboard cross | Maelle Ricker     | 1:22.44      | 4.           | —          | DNF         | NQ       | NQ      | 21.                  |

| Konkurencja | Zawodniczka         | Kwalifikacje | Kwalifikacje | Półfinały    | Półfinały | Finały       | Finały  |
| Konkurencja | Zawodniczka         | Wynik        | Miejsce      | Wynik        | Miejsce   | Wynik        | Miejsce |
| ----------- | ------------------- | ------------ | ------------ | ------------ | --------- | ------------ | ------- |
| Halfpipe    | Alexandra Duckworth | 42.25, 69.75 | 7. Q         | 30.50, 25.75 | 11.       | NQ           | NQ      |
| Halfpipe    | Mercedes Nicoll     | 43.50, 26.50 | 12.          | NQ           | NQ        | NQ           | NQ      |
| Halfpipe    | Katie Tsuyuki       | 45.75, 54.25 | 9. Q         | 55.50, 56.25 | 7.        | NQ           | NQ      |
| Slopestyle  | Jenna Blasman       | 60.25, 51.50 | 6. Q         | 33.25, 10.50 | 11.       | NQ           | NQ      |
| Slopestyle  | Spencer O’Brien     | 82.75, 65.00 | 3. Q         | —            | —         | 30.00, 35.00 | 12.     |

#### Mężczyźni
- Jasey-Jay Anderson
- Michael Lambert
- Matthew Morison
- Rob Fagan
- Kevin Hill
- Jake Holden
- Chris Robanske
- Mark McMorris
- Maxence Parrot
- Charles Reid
- Sebastien Toutant
- Crispin Lipscomb
- Derek Livingston
- Brad Martin

| Konkurencja              | Zawodnik           | Kwalifikacje | Kwalifikacje    | 1/8 finału      | Ćwierćfinał     | Półfinał        | Finał           | Finał                |
| Konkurencja              | Zawodnik           | Wynik        | Przeciwnik Czas | Przeciwnik Czas | Przeciwnik Czas | Przeciwnik Czas | Przeciwnik Czas | Klasyfikacja końcowa |
| ------------------------ | ------------------ | ------------ | --------------- | --------------- | --------------- | --------------- | --------------- | -------------------- |
| Slalom gigant równoległy | Jasey-Jay Anderson | 1:39.47      | 13. Q           | Marguč P +0.47  | NQ              | NQ              | NQ              | NQ                   |
| Slalom gigant równoległy | Michael Lambert    | 1:43.69      | 27.             | NQ              | NQ              | NQ              | NQ              | NQ                   |
| Slalom gigant równoległy | Matthew Morison    | 1:39.62      | 14. Q           | Bussler P +0.30 | NQ              | NQ              | NQ              | NQ                   |
| Slalom równoległy        | Jasey-Jay Anderson | 59.77        | 15. Q           | Košir P +0.44   | NQ              | NQ              | NQ              | NQ                   |
| Slalom równoległy        | Michael Lambert    | 59.80        | 16. Q           | Wild P +1.78    | NQ              | NQ              | NQ              | NQ                   |
| Slalom równoległy        | Matthew Morison    | 59.96        | 18.             | NQ              | NQ              | NQ              | NQ              | NQ                   |

| Konkurencja     | Zawodnik       | Kwalifikacje | Kwalifikacje | 1/8 finału | Ćwierćfinał | Półfinał | Finał   | Finał                |
| Konkurencja     | Zawodnik       | Wynik        | Miejsce      | Miejsce    | Miejsce     | Miejsce  | Miejsce | Klasyfikacja końcowa |
| --------------- | -------------- | ------------ | ------------ | ---------- | ----------- | -------- | ------- | -------------------- |
| Snowboard cross | Rob Fagan      | Odwołane     | Odwołane     | DSQ        | NQ          | NQ       | NQ      | 25.                  |
| Snowboard cross | Kevin Hill     | Odwołane     | Odwołane     | 3. Q       | 2. Q        | DNF FB   | 2.      | 7.                   |
| Snowboard cross | Jake Holden    | Odwołane     | Odwołane     | 4.         | NQ          | NQ       | NQ      | 25.                  |
| Snowboard cross | Chris Robanske | Odwołane     | Odwołane     | 2. Q       | DSQ         | NQ       | NQ      | 17.                  |

| Konkurencja | Zawodnik          | Kwalifikacje | Kwalifikacje | Półfinały    | Półfinały | Finały       | Finały  |
| Konkurencja | Zawodnik          | Wynik        | Miejsce      | Wynik        | Miejsce   | Wynik        | Miejsce |
| ----------- | ----------------- | ------------ | ------------ | ------------ | --------- | ------------ | ------- |
| Halfpipe    | Crispin Lipscomb  | 29.25, 65.25 | 12.          | NQ           | NQ        | NQ           | NQ      |
| Halfpipe    | Derek Livingston  | 34.25, 70.25 | 10.          | NQ           | NQ        | NQ           | NQ      |
| Halfpipe    | Brad Martin       | 31.25, 22.50 | 19.          | NQ           | NQ        | NQ           | NQ      |
| Slopestyle  | Mark McMorris     | 29.50, 89.25 | 7. Q         | 55.50, 89.25 | 3. Q      | 33.75, 88.75 | brąz    |
| Slopestyle  | Maxence Parrot    | 91.75, 97.50 | 1. Q         | —            | —         | 47.00, 87.25 | 5.      |
| Slopestyle  | Charles Reid      | 54.50, 75.50 | 9. Q         | 46.25, 43.50 | 14.       | NQ           | NQ      |
| Slopestyle  | Sebastien Toutant | 74.25, 87.25 | 3. Q         | —            | —         | 54.50, 58.50 | 9.      |